# Isaak Kapovici
Isaak Kapovici (în rusă Исаак Капович; n. 1896, Leova, Imperiul Rus – d. 1972, Harkov, RSS Ucraineană, URSS) a fost un evreu basarabean, profesor, economist și organizator al educației sovietic. 

## Biografie
S-a născut în târgul Leova din ținutul Bender, gubernia Basarabia (Imperiul Rus). A studiat la Școala comercială din Chișinău și la Facultatea de Istorie și Filologie a Universității din Sankt Petersburg, a absolvit Universitatea Novorossiisk din Odesa. A fost membru al prezidiului comitetului din Odesa al Societății pentru diseminarea muncii meșteșugărești a evreilor din Rusia. A fost membru al partidului evreiesc Bund din 1917 și PCUS din 1921, membru al biroului gubernial al secțiunii evreiești din Comitetul gubernial Odesa al PCUS.
În anii 1923-1929 a fost profesor de economie politică și materialism istoric și șef al departamentului evreiesc (decan) al facultății de educație socială al Institutului de Educație Publică din Odesa, organizat în 1920 în locul universității Novorossiisk și institutul profesorului. Departamentul evreiesc din 1923 era format din două facultăți, iar ulterior din secțiunile agrobiologic, socio-economic și tehnico-matematic, și a fost singura instituție de învățământ superior care a pregătit profesori pentru școlile gimnaziale evreiești și școlile tehnice cu pregătire în idiș din RSS Ucraineană, precum și o școală de film evreiesc și colegiul pedagogic evreiesc din Odesa. A fost, de asemenea, membru al comisiilor pedagogice și de științe sociale, care se ocupau cu dezvoltarea programelor, cercetarea problemelor de metodologie și practică pedagogică.
În 1930, Universitatea de Stat din Odessa a fost reorganizată, iar departamentul evreiesc a fost transferat la noul Institut de Educație Socială din Odesa, iar Kapovici a fost trimis la Harkov, unde a lucrat ca profesor de economie politică la Universitatea din Harkov..
A fost arestat în 1937 la Harkov în timpul Marii Epurări, condamnat la 10 ani în lagăr de muncă sub acuzația de spionaj, a executat pedeapsa în RASS Komi (a fost eliberat în 1949), reabilitat în 1955. Ulterior, a predat din nou la Universitatea din Harkov.